# Outlandos d'Amour
Albums de The Police
Reggatta de Blanc
(1979)
Singles
1. Roxanne
Sortie : 7 avril 1978
2. Can't Stand Losing You
Sortie : 14 août 1978
3. So Lonely
Sortie : 3 novembre 1978

Outlandos d'Amour est le premier album studio du groupe de rock anglais The Police sorti le 2 novembre 1978 sur le label A&M Records. D'une durée de 38 minutes environ, il est enregistré au Surrey Sound Studios à Leatherhead entre janvier et mars 1978. Le disque fusionne différents styles : le punk-rock, le reggae-dub et le jazz-pop. Il contient les tubes Roxanne, Can't Stand Losing You et So Lonely ainsi que la chanson punk Next to You que reprendront des années plus tard The Offspring, Foo Fighters ou Anthrax. À sa sortie, l'album reçoit des critiques mitigées de la presse spécialisée. Néanmoins, sa valeur est rehaussée aujourd'hui et il est considéré comme l'un des meilleurs albums du groupe. La première tournée internationale de The Police eut lieu entre 1977 et 1980.

## Histoire
C’est le 12 janvier 1977 que le groupe The Police se forme. Les trois premiers membres sont le batteur Stewart Copeland, fondateur du groupe, le chanteur et bassiste Sting et le guitariste Corse Henri Padovani. En février, ils enregistrent un premier single Fall Out aux petits studios Pathway à Londres. Durant l'été, le trio devient un quatuor avec l'arrivée du guitariste expérimenté Andy Summers. La mésentente entre ce dernier et Henri Padovani provoque le départ du guitariste français le 12 août 1977.
Miles Copeland, frère de Stewart, trouve durant l'hiver suivant un petit studio, une ancienne laiterie à Leatherhead, pour permettre au groupe de travailler son premier album. Le patron des lieux, Nigel Gray, accepte d'enregistrer le disque de The Police pour seulement trois mille livres sterling. Les musiciens vont rester en studio de janvier à juin 1978.
Dans un premier temps, Miles voulait titrer l’album Police Brutality (en anglais : brutalité policière). Mais, après avoir écouté Roxanne et avoir perçu une image du groupe plus romantique, il proposa Outlandos d'Amour. Ce titre est une mauvaise traduction en français de "Outlaws of Love" (en anglais : Hors-la-loi de l’amour), le premier mot étant une fusion des mots "outlaws" et "commandos".

## Contenu de l'album
Publié le 2 novembre 1978, Outlandos d'Amour est un album de dix titres, d'une durée de 38 minutes et 14 secondes. C'est le disque du groupe qui dure le moins longtemps, juste devant Zenyatta Mondatta. Il fusionne plusieurs genres musicaux, ce qui sera la marque de The Police jusqu'à Ghost in the Machine : punk rock (Next to You), rock brut (Truth Hits Everybody), jazz (Hole in My Life), ska-rock (Born in the 50's) ou reggae rock (Masoko Tanga).
Mais, c'est pour ses trois tubes que le disque doit sa notoriété. Le plus célèbre, Roxanne, a été écrit par Sting à Paris en octobre 1977. La chanson doit son nom à une vieille affiche de Cyrano de Bergerac (le personnage principal de la pièce d'Edmond Rostand) qui trônait dans l'hôtel du groupe. Elle est inspirée par une balade nocturne du chanteur dans Paris et composée à l'intention des prostituées, qui travaillaient à proximité du Nashville Club où le groupe se produisait.
Le reggae rock Can't Stand Losing You connut une controverse à cause de la première pochette du 45 tours où l'on voit un homme pendu, les pieds soutenus par un glaçon qui fond. Une autre couverture avec les trois membres du groupe, ressortira en 1979. Enfin, So Lonely, troisième single de l'album, est une chanson pop aux forts accents reggae. Sting a admis que No Woman, No Cry de Bob Marley avait servi de base pour ce morceau.

## Classements
À sa sortie, Outlandos d'Amour se classe No 2 en France, No 6 au Royaume-Uni et No 23 aux États-Unis. En 2012, le magazine Rolling Stone le place 428e dans sa liste des 500 meilleurs albums de tous les temps.
Les trois singles ne connaissent pas d'emblée le succès dans les charts à leur sortie en 1978. Il faut des reparutions en 1979 et 1980 pour que les ventes décollent. Ainsi Roxanne se classe  7e en France, 12e au Royaume-Uni et 32e aux États-Unis en 1979. La même année, Can't Stand Losing You se classe 2e au Royaume-Uni et 7e en Irlande. Enfin, So Lonely se classe 6e au Royaume-Uni et 7e en Irlande, mais en 1980.

## Liste des chansons
- Toutes les chansons sont écrites et composées par Sting sauf indications.

| 1. | Next to You     |                         | 2:52 |
| 2. | So Lonely       |                         | 4:49 |
| 3. | Roxanne         |                         | 3:14 |
| 4. | Hole in My Life |                         | 4:50 |
| 5. | Peanuts         | Sting, Stewart Copeland | 3:55 |

| 6.  | Can't Stand Losing You |                     | 2:59 |
| 7.  | Truth Hits Everybody   |                     | 2:54 |
| 8.  | Born in the 50's       |                     | 3:45 |
| 9.  | Be My Girl - Sally     | Sting, Andy Summers | 3:24 |
| 10. | Masoko Tanga           |                     | 5:42 |

## Personnel
- Sting – basse, chant, harmonica, piano, arrangement
- Andy Summers – guitare, piano, chœurs, arrangement
- Stewart Copeland – batterie, percussion, chœurs, arrangement

## Charts et certifications

### Album
Charts
| Pays             | Durée du classement | Meilleur classement | Date            |
| ---------------- | ------------------- | ------------------- | --------------- |
| Canada           | 20 semaines         | 22e                 | 19 mai 1979     |
| États-Unis       | 63 semaines         | 23e                 | 5 mai 1979      |
| France           | 19 semaines         | 2e                  | ?               |
| Nouvelle-Zélande | 24 semaines         | 6e                  | 29 juillet 1979 |
| Pays-Bas         | 43 semaines         | 2e                  | 13 octobre 1979 |
| Royaume-Uni      | 96 semaines         | 6e                  | 9 octobre 1979  |

Certifications
| Pays        | Certification | Ventes      | Date             |
| ----------- | ------------- | ----------- | ---------------- |
| Allemagne   | Or            | 250 000 +   | 1981             |
| Canada      | Platine       | 100 000 +   | 1er juin 1980    |
| États-Unis  | Platine       | 1 000 000 + | 15 août 1984     |
| France      | Platine       | 400 000 +   | 1984             |
| Pays-Bas    | Platine       | 100 000 +   | 1979             |
| Royaume-Uni | Platine       | 300 000 +   | 13 novembre 1979 |

### Singles
Charts
| Single                 | Chart              | Durée du classement | Position | Date               |
| ---------------------- | ------------------ | ------------------- | -------- | ------------------ |
| Can't Stand Losing You | (V) Ultratop       | 6 semaines          | 15e      | 29 septembre 1979  |
| Can't Stand Losing You | RMNZ Singles Top40 | 2 semaines          | 48e      | 11 novembre 1979   |
| Can't Stand Losing You | Mega Top 50        | 11 semaines         | 10e      | 1er septembre 1979 |
| Can't Stand Losing You | UK Singles Chart   | 18 semaines         | 2e       | 4 août 1979        |
| Roxanne                | RPM Top Singles    | 15 semaines         | 31e      | 12 mai 1979        |
| Roxanne                | Hot 100            | 13 semaines         | 32e      | 28 avril 1979      |
| Roxanne                | Top 100            | 13 semaines         | 7e       | 25 juillet 1980    |
| Roxanne                | RMNZ Singles Top40 | 16 semaines         | 8e       | 29 juillet 1979    |
| Roxanne                | Mega Top 50        | 10 semaines         | 19e      | 14 juillet 1979    |
| Roxanne                | UK Singles Chart   | 17 semaines         | 12e      | 19 mai 1979        |
| So Lonely              | Top 100            | 2 semaines          | 133e     | 19 octobre 2013    |
| So Lonely              | Mega Top 50        | 7 semaines          | 26e      | 5 mai 1979         |
| So Lonely              | UK Singles Chart   | 10 semaines         | 6e       | 15 mars 1980       |

Certifications
| Single                 | Pays        | Certification | Ventes    | Date           |
| ---------------------- | ----------- | ------------- | --------- | -------------- |
| Roxanne                | Danemark    | Or            | 45 000 +  | septembre 2023 |
| Roxanne                | Espagne     | Platine       | 60 000 +  | janvier 2024   |
| Roxanne                | Italie      | Platine       | 100 000 + | 2024           |
| Roxanne                | Royaume-Uni | Platine       | 600 000 + | 16 avril 2021  |
| Can't Stand Losing You | Royaume-Uni | Argent        | 250 000 + | 1er août 1979  |
| So Lonely              | Espagne     | Or            | 30 000 +  | janvier 2024   |
| So Lonely              | Royaume-Uni | Argent        | 250 000 + | 1er mars 1980  |